# The Duke of Burgundy
The Duke of Burgundy ist ein Psychodrama von Peter Strickland aus dem Jahr 2014. Der Film feierte seine Premiere am 6. September 2014 auf dem Toronto International Film Festival. Der deutsche Kinostart war am 3. Dezember 2015.

## Handlung
In einem alten Landhaus irgendwo in Europa leben die Insektenforscherinnen Evelyn und Cynthia. Während es zuerst so aussieht, als sei Evelyn das bemitleidenswerte Dienstmädchen der strengen Cynthia, die sie zutiefst entwürdigend behandelt, entpuppt sich das Geschehen schnell als das erotische Rollenspiel eines Liebespaars. Niemand stört sie in ihrer idyllischen Abgeschiedenheit, ihr einziger Bezug zur Außenwelt scheinen regelmäßige wissenschaftliche Vorträge über Schmetterlinge und Grillen zu sein. 
Doch im Herbst beginnt sich ihr Verhältnis zu verändern. Cynthia scheint unter ihrer Rolle als sadistische Gebieterin sehr zu leiden, während Evelyn immer härtere und verletzendere Formen der Erniedrigung fordert. Als Evelyn schließlich ihre Lust bei der Nachbarin des Hauses zu befriedigen versucht, gerät die Liebesbeziehung gänzlich aus dem Gleichgewicht und die anfangs erotischen,  sadomasochistischen Rituale verkommen zum destruktiven Psychospiel. Erst als Cynthia letztlich vor den Augen ihrer Geliebten an ihrer Rolle zerbricht, erkennen beide ihr Versagen und beginnen auf den sexuellen Fetisch zu verzichten. Der Film endet mit der scheinbaren Wiederholung der ersten Szene. Evelyn fährt in der Kleidung eines Dienstmädchens mit dem Rad zu ihrem Haus und klingelt an der Tür. Im Bad steht Cynthia, nun sichtlich unentschlossen, und bereitet sich auf ihre Rolle vor.

## Hintergrund
Nach Katalin Varga und Berberian Sound Studio handelt es sich um Peter Stricklands dritten Spielfilm.
Der „Duke of Burgundy“ (Hamearis lucina) ist eigentlich eine Schmetterlingsart, die im Deutschen als Schlüsselblumen-Würfelfalter bezeichnet wird.
Laut Nachspann wurde der Film an Schauplätzen in Ungarn gedreht.

## Kritik
„Ein lesbisches Pärchen verstrickt sich in sadomasochistischen Ritualen, die das fragile Gleichgewicht von Liebe und Macht immer wieder neu austarieren. Peter Strickland verbeugt sich mit dieser rauschhaften Liebesgeschichte vor den Softcore- und Sexploitation-Filmen der 1970er Jahre und erweckt dabei den alten Traum der Surrealisten von einem Kino, das reine Poesie ist, zu neuem Leben.“

„Das Ergebnis ist ein bizarrer, surrealer, stilisierter, gelegentlich komischer, vor allem aber sinnlicher Film, dessen nuanciertem Sound-Design mit seinen vielen Naturgeräuschen eine ebenso komplexe Bedeutung zukommt wie den austarierten Bildern, plus der eindrucksvollen Musik des Duos Cat’s Eye.“

„Obwohl in einem ganz und gar traumartigen Universum angesiedelt, in der keinerlei Männer existieren – nicht einmal der im Titel erwähnte Duke of Burgundy ist einer, wie man sich im Lexikon überzeugen kann – ist Strickland mit diesem Film zugleich eine absolut universale Studie über das Sexualität in der Partnerschaft gelungen. Wie geht man damit um, den Partner zwar leidenschaftlich zu lieben, seine sexuellen Wünsche aber nicht teilen zu können? An welchem Punkt schlägt Liebesdienst in Selbstverleugnung um? Wie begegnet man den Alterserscheinungen des anderen Körpers? Das aussergewöhnliche Setting ist Schauplatz von ganz allgemeingültigen Fragen.“

„Der Film fesselt und fasziniert durch die poetische Dekadenz und die traumwandlerische Sinnlichkeit seiner Bilder.“